# شرشير مخطط
شرشير مخطط أو حَذَف جميل أو مِنْيَة (الاسم العلمي: Marmaronetta  angustirostris) (بالإنجليزية: Marbled  Duck)‏ هو طائر ينتمي إلى إوزيات (فصيلة: Anatidae). ويطلق عليها أيضا اسم «الحذف الرخامي» وهو أحد أنواع البط، متوسط الحجم ومهدد بالإنقراض، من جنوب أوروبا وشمال إفريقيا وغرب ووسط آسيا. اشتق الاسم العلمي Marmaronetta angustirostris من كلمة marmaros اليونانية والتي تتكون من كلمتين رخامي وبطة، و angustus باللاتينية والتي تأتي من كلمتين تعني ضيقة أو صغيرة ومنقار.

## التوزيع والسكن والتكاثر
كانت هذه البطة في السابق تعيش بأعداد كبيرة في منطقة البحر الأبيض المتوسط ، ولكنها تقتصر الآن على عدد قليل من المواقع في جنوب إسبانيا وجنوب إيطاليا وشمال غرب أفريقيا والشرق الأوسط. إلى الشرق، بقيت في مستنقع بلاد ما بين النهرين في جنوب العراق وفي إيران (شاديجان مارشيز الفلاحیة - أهم موقع في العالم) ، بالإضافة إلى مناطق صغيرة معزولة في أرمينيا وأذربيجان وجنوب أوروبا وروسيا وغرب الهند وغرب الصين. بشكل عام، لهذه الأنواع ميول الترحال. في بعض المناطق، تتفرق الطيور من مناطق التكاثر، وقد تمت مشاهدتها في فترة الشتاء في منطقة الساحل جنوب الصحراء.

موطن التكاثر المفضل لها هو المياه العذبة المؤقتة والضحلة أو القلوية المؤقتة والضحلة مع شواطئ كثيفة النباتات في المناطق التي تكون جافة إلى حد ما. قد تتكاثر أيضًا في البحيرات الساحلية على طول الأنهار البطيئة أو المياه الاصطناعية مثل الخزانات. في المتوسط يتم وضع 12 بيضة في عش مغطى بالنباتات الكثيفة على حافة المياه. عادة ما يكون على الأرض، ولكن في بعض الأحيان أعلى بين القصب أو على الأكواخ المصنوعة من القصب. معروفة بإبقائها في مجموعات في الأسر ولكنها طائر يطير وعصبي.

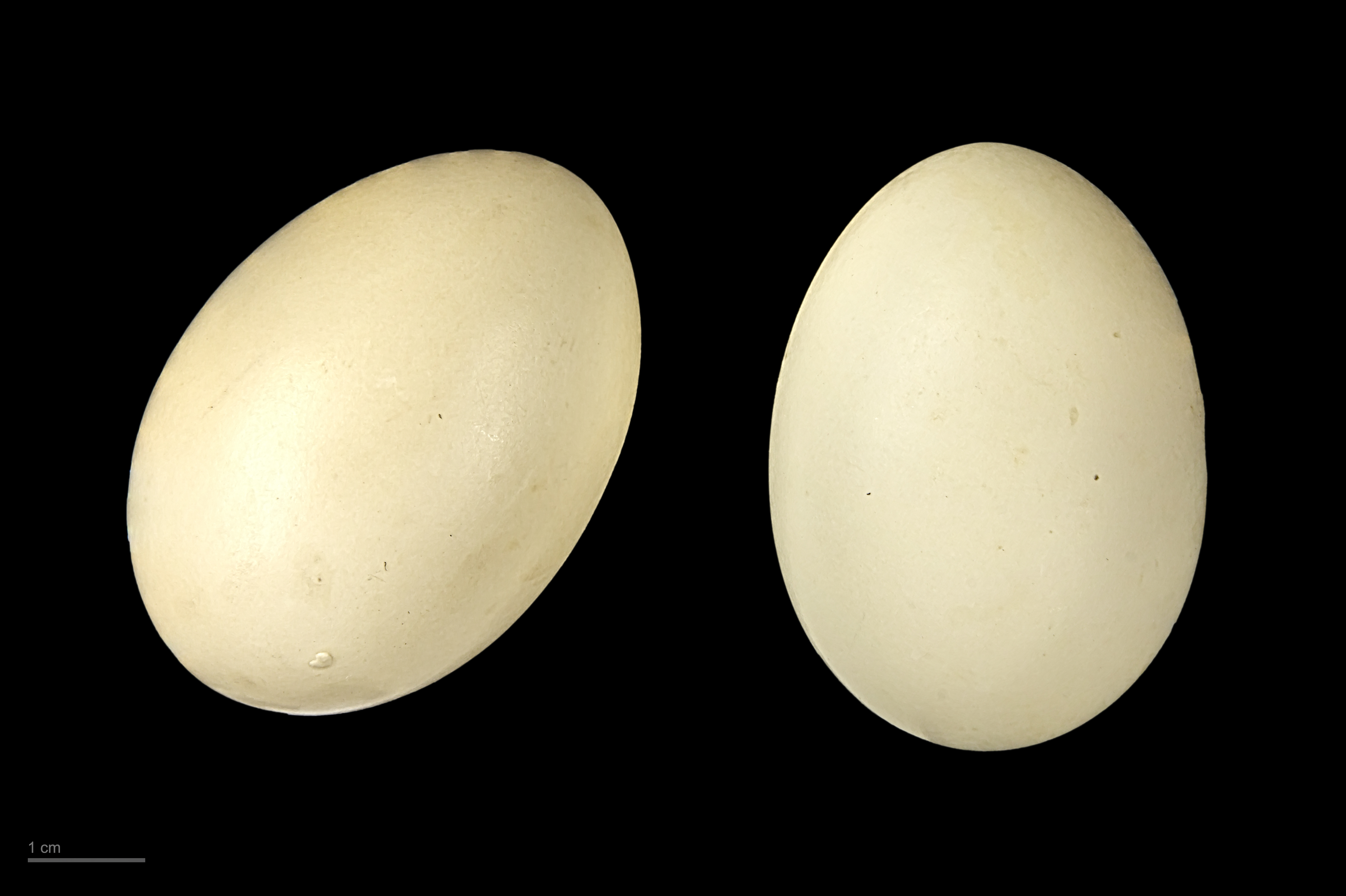
بيضة البط الرخامي

هذه الطيور اجتماعية فيما بينها وتعيش في مجموعات حتى عند التعشيش. في غير أوقات التكاثرغالبًا ما تكون في مجموعات صغيرة. لكنه تمت ملاحظة مجموعات شتوية كبيرة في بعض المناطق. أكبر تركيز شتوي معروف في خوزستان، إيران.
في عام 2011، أحصى مجموعة من علماء الطيور العراقيين قطيعًا واحدًا من البط البري الرخامي النادر على بحيرات الأهوار العراقية، والذي يبلغ عدده على الأقل 40,000 طائر.

## الوصف والغذاء
يبلغ طول البط الرخامي حوالي 39-42 سم (15-17 بوصة). يمتلك البالغون اللون البني الرملي الشاحب مع تواجد بقع بيضاء. ولها أيضا رقعة عين داكنة ورأس أشعث. يبلغ الحجم المتوسط للإناث أقل من الذكور، ولكن خلاف ذلك، فإن كلا الجنسين متشابهان. يتشابه اليافعون ولكن مع المزيد من البقع البيضاء. خلال رحلاتها، تبدو الأجنحة شاحبة بدون نمط ملحوظ.
تتغذى هذه الطيور بشكل رئيسي في المياه الضحلة عائمة أو تغوص أحيانًا. يتغذى البالغون في الغالب على البذور (على سبيل المثال، من الديس أو الروبيا) ، ولكنها تتغذى على أيضًا على كميات كبيرة من اللافقاريات (وخاصة يرقات الحشرات المائية والعذارى، والقشريات الصغيرة، و - ليس من معتاد بالنسبة للبط - والنمل) والنباتات الخضراء (على سبيل المثال، بوتاموجتون). تسمح أحشاءها بتفتيت البذور وتسمح الصفائح في منقارها بتصفية الأعلاف على الكائنات الحيوانية. البط الصغير الرخامي يتغذى في الغالب على اللافقاريات على الرغم من أنها قد تأكل بذورًا صغيرة إلا أنها تفتقر إلى الأحشاء الكبيرة اللازمة لتفكيك البذور الأكبر حجمًا التي يتناولها البالغون في العادة.

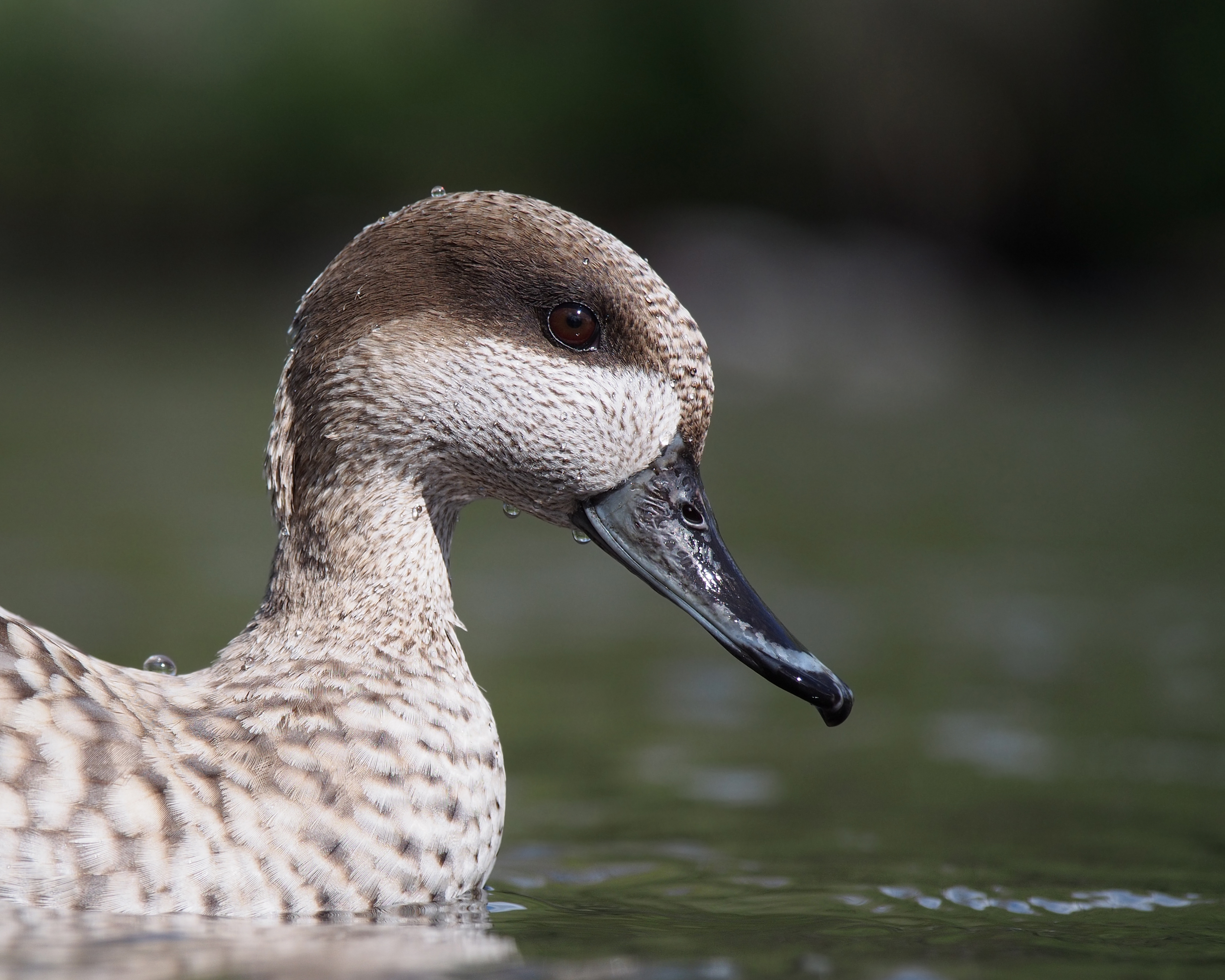
صورة قريبة لـ شرشير مخطط

## حمايته
يعتبر الاتحاد الدولي لحفظ الطبيعة (IUCN) هذا الطائر معرضا للإنقراض بسبب انخفاض أعداده نتيجة لتدمير الموائل والصيد. وهي من الأنواع التي تنطبق عليها اتفاقية حفظ الطيور المائية المهاجرة الأفريقية (AEWA).